# Antonius Cleveland
Antonius Cleveland (Memphis, 2 febbraio 1994) è un cestista statunitense, professionista nella NBDL e nella NBA.

## Carriera
Dopo quattro anni alla Southeast Missouri State University, non viene scelto al Draft NBA 2017, venendo però chiamato a giocare la NBA Summer League con i Portland Trail Blazers. Il 27 luglio firmò un contratto con i Golden State Warriors, apparendo in una sola gara di pre-season prima di essere tagliato e mandato in G-League ai Santa Cruz Warriors, con cui gioca 6 partite a 13,8 punti di media, tirando con il 55% da tre. Il 17 novembre firma un two-way contract con i Dallas Mavericks, sostituendo Gian Clavell. Esordisce in NBA la sera stessa mettendo a referto 2 punti e 2 rimbalzi nella sconfitta casalinga contro i Minnesota Timberwolves per 111-87.
Il 19 dicembre 2017, a seguito della firma di Kyle Collinsworth tramite two-way contract, venne tagliato dai Mavericks.
Il 23 febbraio 2018 firmò con gli Atlanta Hawks un contratto di 10 giorni, che viene rinnovato il 4 marzo e poi ancora il 14 diventando un pluriennale. Nell'estate del 2018 partecipa alla Summer League ancora con gli Hawks, ma non avendo un contratto garantito viene tagliato il 21 luglio, per passare due giorni dopo ai Chicago Bulls, ed essere tagliato nuovamente il 13 ottobre.
Dopo aver passato la stagione 2018-2019 ancora con i Santa Cruz Warriors, gioca la NBA Summer League del 2019 con i Dallas Mavericks (16 punti di media), con cui si guadagna un nuovo two-contract.

## Palmarès
- Campionato israeliano: 1

Maccabi Tel Aviv: 2023-2024

## Statistiche

### NCAA
| Anno      | Squadra       | PG  | PT  | MP   | TC%  | 3P%  | TL%  | RP  | AP  | PRP | SP  | PP   |
| --------- | ------------- | --- | --- | ---- | ---- | ---- | ---- | --- | --- | --- | --- | ---- |
| 2013-2014 | SMSU Redhawks | 32  | 20  | 22,4 | 52,5 | 35,9 | 59,6 | 2,8 | 1,7 | 1,0 | 0,5 | 9,1  |
| 2014-2015 | SMSU Redhawks | 30  | 30  | 29,0 | 47,2 | 21,1 | 56,8 | 4,8 | 1,8 | 1,3 | 0,5 | 10,8 |
| 2015-2016 | SMSU Redhawks | 26  | 24  | 31,4 | 43,7 | 17,4 | 61,0 | 6,6 | 2,3 | 1,6 | 0,6 | 15,2 |
| 2016-2017 | SMSU Redhawks | 33  | 33  | 32,9 | 54,3 | 38,4 | 66,0 | 5,1 | 2,2 | 1,4 | 0,9 | 16,6 |
| Carriera  | Carriera      | 121 | 107 | 28,8 | 49,4 | 28,8 | 61,2 | 4,7 | 2,0 | 1,3 | 0,6 | 12,9 |

#### Massimi in carriera
- Massimo di punti: 28 vs DePaul (19 dicembre 2016)[13]
- Massimo di rimbalzi: 12 vs Eastern Illinois (7 febbraio 2015)
- Massimo di assist: 7 vs Murray State (23 febbraio 2017)
- Massimo di palle rubate: 4 (7 volte)
- Massimo di stoppate: 3 (4 volte)
- Massimo di minuti giocati: 41 vs Eastern Illinois (11 febbraio 2017)

### NBA

#### Regular season
| Anno      | Squadra          | PG | PT | MP   | TC%  | 3P%  | TL%  | RP  | AP  | PRP | SP  | PP  |
| --------- | ---------------- | -- | -- | ---- | ---- | ---- | ---- | --- | --- | --- | --- | --- |
| 2017-2018 | Dallas Mavericks | 13 | 0  | 6,2  | 28,6 | 0,0  | 50,0 | 0,8 | 0,2 | 0,5 | 0,3 | 0,8 |
| 2017-2018 | Atlanta Hawks    | 4  | 0  | 10,4 | 57,1 | 100  | 100  | 1,0 | 0,0 | 0,3 | 0,3 | 3,3 |
| 2019-2020 | Dallas Mavericks | 11 | 0  | 4,2  | 28,6 | 0,0  | 60,0 | 0,6 | 0,1 | 0,1 | 0,3 | 1,0 |
| Carriera  | Carriera         | 28 | 0  | 6,0  | 34,3 | 42,9 | 63,6 | 0,8 | 0,1 | 0,3 | 0,3 | 1,2 |

#### Play-off
| Anno     | Squadra          | PG | PT | MP  | TC%  | 3P% | TL% | RP  | AP  | PRP | SP  | PP  |
| -------- | ---------------- | -- | -- | --- | ---- | --- | --- | --- | --- | --- | --- | --- |
| 2020     | Dallas Mavericks | 2  | 0  | 4,5 | 40,0 | -   | -   | 0,5 | 0,0 | 0,5 | 0,0 | 2,0 |
| Carriera | Carriera         | 2  | 0  | 4,5 | 40,0 | -   | -   | 0,5 | 0,0 | 0,5 | 0,0 | 2,0 |

#### Massimi in carriera
- Massimo di punti: 5 (2 volte)[14]
- Massimo di rimbalzi: 3 (2 volte)
- Massimo di assist: 1 (3 volte)
- Massimo di palle rubate: 3 vs Minnesota Timberwolves (10 dicembre 2017)
- Massimo di stoppate: 2 (2 volte)
- Massimo di minuti giocati: 21 vs Golden State Warriors (14 dicembre 2017)

### Eurolega
| Anno      | Squadra          | PG | PT | MP   | TC%  | 3P%  | TL%  | RP  | AP  | PRP | SP  | PP  |
| --------- | ---------------- | -- | -- | ---- | ---- | ---- | ---- | --- | --- | --- | --- | --- |
| 2023-2024 | Maccabi Tel Aviv | 39 | 4  | 14,2 | 45,5 | 27,1 | 70,5 | 1,7 | 0,7 | 0,9 | 0,5 | 5,4 |
| Carriera  | Carriera         | 39 | 4  | 14,2 | 45,5 | 27,1 | 70,5 | 1,7 | 0,7 | 0,9 | 0,5 | 5,4 |

### G-League

#### Regular season
| Stagione        | Squadra             | Competizione    | Partite | Partite | Partite | Statistiche tiro | Statistiche tiro | Statistiche tiro | Altre statistiche | Altre statistiche | Altre statistiche | Altre statistiche | Altre statistiche |
| Stagione        | Squadra             | Competizione    | Pres.   | Titol.  | Minuti  | Tiri da 2        | Tiri da 3        | Liberi           | Rimb.             | Assist            | Rubate            | Stopp.            | Punti             |
| --------------- | ------------------- | --------------- | ------- | ------- | ------- | ---------------- | ---------------- | ---------------- | ----------------- | ----------------- | ----------------- | ----------------- | ----------------- |
| nov. 2017       | Santa Cruz Warriors | NBA G-League    | 6       | 0       | 155     | 25/41            | 6/11             | 17/19            | 23                | 14                | 9                 | 2                 | 85                |
| nov.-dic. 2017  | Texas Legends       | NBA G-League    | 1       | 0       | 31      | 5/13             | 0/1              | 2/4              | 2                 | 2                 | 3                 | 0                 | 12                |
| 2018-2019       | Santa Cruz Warriors | NBA G-League    | 42      | 23      | 1115    | 138/277          | 40/111           | 73/103           | 212               | 86                | 67                | 31                | 469               |
| Totale carriera | Totale carriera     | Totale carriera | 49      | 23      | 1301    | 168/331          | 46/123           | 92/126           | 237               | 102               | 79                | 33                | 566               |

#### Play-off
| Stagione        | Squadra             | Competizione    | Partite | Partite | Partite | Statistiche tiro | Statistiche tiro | Statistiche tiro | Altre statistiche | Altre statistiche | Altre statistiche | Altre statistiche | Altre statistiche |
| Stagione        | Squadra             | Competizione    | Pres.   | Titol.  | Minuti  | Tiri da 2        | Tiri da 3        | Liberi           | Rimb.             | Assist            | Rubate            | Stopp.            | Punti             |
| --------------- | ------------------- | --------------- | ------- | ------- | ------- | ---------------- | ---------------- | ---------------- | ----------------- | ----------------- | ----------------- | ----------------- | ----------------- |
| 2019            | Santa Cruz Warriors | NBA G-League    | 2       | 0       | 34      | 4/9              | 2/6              | 5/7              | 5                 | 0                 | 4                 | 3                 | 19                |
| Totale carriera | Totale carriera     | Totale carriera | 2       | 0       | 34      | 4/9              | 2/6              | 5/7              | 5                 | 0                 | 4                 | 3                 | 19                |